# Маргетуксимаб
Маргетуксимаб — лекарственный препарат, противоопухолевое моноклональное антитело для лечения рака молочной железы. Одобрен для применения: США (2020)

## Механизм действия
связывается с HER2. 

## Показания
- Метастатический HER2-положительный рак молочной железы (в комбинации с химиотерапией).[2].

## Беременность
Женщины детородного возраста во время лечения и 4 мес. после него должны использовать методы контрацепции.

## Способ применения
внутривенная инфузия.